# ائودایمونیا

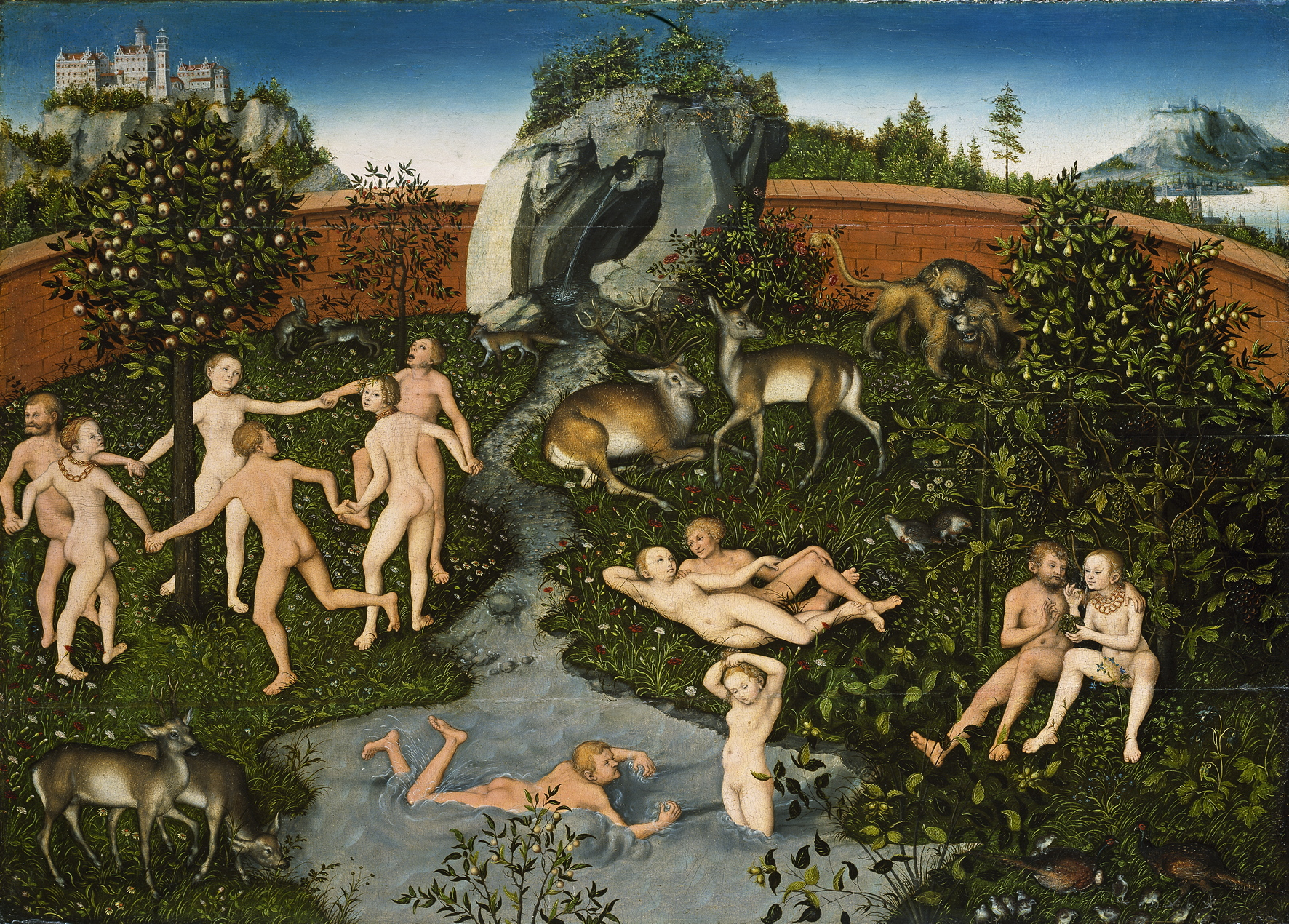

ائودایمونیا (به یونانی: εὐδαιμονία) واژه‌ای یونانی است که در زبان فارسی معمولاً به سعادت، بهروزی و شادکامی ترجمه می‌شود. در یونان باستان والاترین هدفِ حیات را رسیدن به ائودایمونیا می‌دانستند. ارسطو نیز در اخلاق نیکوماخوسی بر این عقیده صحه گذاشت و معنای موردنظرش برای رسیدن به سعادت را بازگو کرد.
از نظرِ ارسطو، هر چیزی را برای رسیدن به چیز دیگر انجام می‌دهیم ولی این سلسله نمی‌تواند ادامه یابد، چرا که مستلزم تسلسل است. بدین‌سان باید غایتی پایانی برای اعمال متصور شویم که این غایت را غایتِ دیگری نیست. این غایت برای خود (لنفسه) است و رسیدن به آن برای خود آن اهمیت دارد، نه برای رسیدن به چیز دیگر. ارسطو این آموزهٔ یونان باستان را مورد تأیید قرار می‌دهد که غایتِ نهایی حیاتِ انسان و خیرِ اعلی، همانا ائودایمونیا است.
در این آموزه، رسیدن به کامروایی و نیک‌زیستی، آماجِ پایانی اخلاق نیک از دیدگاه ارسطو است. بر پایهٔ این آموزه، کامروایی یک حس خوش‌بختی است که از راه گزینش بخردانهٔ کردارها (حکمت عملی (به یونانی: φρόνησις، فرونَسیس)) می‌توان به آن رسید. به باور ارسطو این گزینش بخردانه همواره با میانه‌روی و گزیدن راه میانه در بین دو قطب افراطی سازگاری دارد. این گزینش معقول به همراه بهینگی بدنی می‌تواند حس کامروایی را در شخص ایجاد کند.
در روزگار معاصر، نظریه‌های اخلاقی فیلسوف آمریکایی، آین رند (Ayn Rand) از آرمان‌های کامرواباورانه تأثیر زیادی پذیرفته‌اند.
پیش از جنگ جهانی دوم بیشتر محققین معتقد بودند، تحقیق و مطالعه دربارهٔ نوشته‌های اخلاقی ارسطو مربوط به حوزه فلسفه و مطالعه دربارهٔ نوشته‌های سیاسی او به حوزه سیاست مربوط است. اما از جنگ جهانی دوم به بعد این نگرش با رویکرد و تحقیقات گسترده آنها به آثار ارسطو تغییر کرده و اغلب آنها این دو حوزه را در ارتباط با هم در نظر می‌گیرند و سؤال اصلی که در این باره برای آنها مطرح است این است که فهم یا درک ارسطو از اودایمونیا چگونه بوده‌است: سعادت یا شکوفندگی؟
دیدگاه اول که معمولاً پذیرفته شده و رایج است عنوان می‌دارد که اودایمونیا از نظر ارسطو همان زندگی بر اساس غایت غالب است یعنی زندگی ای که بر اساس تفسیر «غایت غالب» یا «خوب یگانه گرایانه» از اودایمونیا باشد. این تفسیر که بیشتر با عنوان «عقل‌گرایی» در این دیدگاه نامیده می‌شود ابتدا توسط ویلیام هاردی به صورت منسجم مطرح شد. طبق نظر او فهم ارسطو از اودایمونیا به صورت سعادت بوده‌است و دو تفسیر دربارهٔ سعادت وجود دارد: غایت غالب و غایت جامع مقصود از غایت جامع این است که در تبیین سعادت باید قائل به دو یا چند خیر یا فعالیت که هر یک به‌طور مستقل ارزشمند هستند، باشیم؛ و غایت غالب در جایی به کار می‌رود که فقط یک فعالیت یا یک خیر وجود دارد و اگر خیرها و فعالیت‌های متعدد مطرح است، یکی مقدم بر بقیه و دارای ارزش اصلی است(Hardie, 1968: 23). او هرچند این اندیشه را به ارسطو نسبت می‌دهد که بهترین زندگی مشتمل بر اهداف و امیال متنوع است، در نهایت دیدگاه اصلی ارسطو را این می‌داند که سعادت باید به صورت فعالیتی فوق‌العاده مطلوب، یعنی یک غایت غالب، تعریف شود که همان فعالیت عقلانی یا تأمل است. (32-28-8-1178b- ۸،1178a4) ۲. اما برخی دیگر تأکید کرده‌اند که شواهد کمی برای این دیدگاه در اخلاق نیکوماخس آمده‌است و با توجه به عمده مباحث کتاب نمی‌توان بدانها اعتنا کرد.

## پانوشت‌ها
1. ↑  Ross: 1995, pp. 121-2